# Графство Салона
Графство Салона е историческа латинска държава на кръстоносците, васална първо на Ахейското княжество, след което на Атинското херцогство. От обособяването си в продължение на век тази територия е апанаж на рицарите Штромонкур от Пикардия.
От 1318 г. графството е управлявано от каталонското семейство Фадрике, което първо използва термина „Графство Салона“ по отношение на държавата. Каталунците окупират областта след битката при Кефис. През периода 1318 – 1380 г. графството е най-мощната васална държава на каталунската компания в Централна Гърция, на второ място е Тесалия, а на трето е маркграфство Бодоница. През май 1380 г. регионът е завладян от Наварската компания и до 1394 г. управлява византийската графиня Елена Кантакузина.
Вдовстващата графиня Елена Асенина Кантакузина не се радва на любовта на местните гърци и затова през 1394 г. портите на градската крепост Салона са отворени от жителите ѝ пред Баязид I. През 1402 г. графството попада под васална зависимост от Морейското деспотство, но за кратко време. През 1404 г. Салона е прехвърлена от деспот Теодор I Палеолог на хоспиталиерите, но още през 1410 г. е отново и окончателно Салона е завладяна от османците.